# SAS (série littéraire)
Pour les articles homonymes, voir SAS.
SAS est une série de romans d'espionnage (deux cents ouvrages publiés entre 1965 et octobre 2013) écrite par Gérard de Villiers, parfois qualifiés de « romans de gare » à cause de leur style léger et de leur lecture rapide. La série est intitulée ainsi en référence au prédicat honorifique Son Altesse Sérénissime du héros de la collection, Malko Linge.
Selon la Revue des Deux Mondes, « si l'on mesurait le talent au nombre d'exemplaires vendus, SAS écraserait James Joyce au compteur (…) et SAS tient, dans l'imaginaire collectif, une place qu'occupe James Bond chez nos voisins d'outre-Manche ».
Les quatre premiers romans de la collection SAS parurent d'ailleurs simultanément sous une présentation fortement similaire à celle des James Bond en plein succès à la même époque : couverture en bristol blanc comportant juste, outre le nom de l'auteur et le titre, un dessin au trait du personnage principal.

## Contenu et caractéristiques des romans
Le héros de la collection, Malko Linge, est un agent de la CIA et un prince autrichien, propriétaire du château de Liezen et fiancé à Alexandra Vogel, une blonde sulfureuse. La référence au Special Air Service n'est pas loin car Malko est un soldat souvent envoyé en territoire ennemi.
Ces romans ont la particularité de mêler voyages exotiques, sexe et intrigue violente. Les propos sont parfois considérés comme racistes envers certaines populations ou certaines cultures, mais l'auteur conteste être lui-même raciste. La cible privilégiée de Gérard de Villiers est le communisme, mais on a vu Malko combattre avec une égale conviction des nazis expatriés, des néonazis, des escadrons de la mort, des narco-trafiquants, des islamistes radicaux, et toutes sortes d'autres antagonistes. Certaines dérives de la CIA ou de la politique extérieure des États-Unis sont abordées. Chaque roman tente de coller au plus près de l'actualité immédiate.
Chaque ouvrage donne l'impression que l'auteur fait preuve d'une grande précision documentaire et d'une connaissance privilégiée de la géopolitique. Le lecteur peut avoir l’impression d’une découverte, d’une plongée dans la réalité, que lui dissimuleraient les médias.
Plusieurs romans concernent des coups d'État ayant eu lieu (L'ordre règne à Santiago), ou ayant avorté (Putsch à Ouagadougou) ; d'autres évoquent l'assassinat programmé de personnalités politiques de premier plan (Kill Henry Kissinger ! (SAS no 34), Mort à Gandhi (SAS no 81), Tuez Rigoberta Menchu (SAS no 110), Tuez le Pape (SAS no 142), Tuez Iouchtchenko (SAS no 158).
Le tome 194 (Le Chemin de Damas - seconde partie) se termine sur un coup de théâtre : Malko désobéit aux ordres donnés et fait volontairement échouer une mission tendant à organiser un coup d'État contre Bachar el-Assad.
Le dernier volume de la série est (La Vengeance du Kremlin - no 200 - 2013). Dans cet épisode, il est question du suicide d'un oligarque russe, Boris Berezovski, réfugié à Londres. L'enquête menée par Malko conclut à un meurtre, contrairement à la version officielle. Cinq mois après la publication de cette aventure, la Justice britannique reconnaît que l'éventualité d'un meurtre paraît plausible.

## Structure habituelle des romans

### Introduction
De nombreux romans commencent par une introduction très agressive :
- un chantage[7] ;
- un suicide par défenestration[8] ;
- un meurtre par étranglement[9],[10] ;
- un meurtre par étranglement dans un ascenseur[11] ;
- un interrogatoire avec tortures suivi de meurtre[12] ;
- un assassinat par balle[13] ;
- un assassinat par empoisonnement[14] ;
- un assassinat par égorgement[15] ;
- un assassinat par décapitation[16] ;
- un assassinat par explosion avec dynamite dans l'anus[17] ;
- un viol[18] ;
- un viol suivi d'un double assassinat[19] ;
- un attentat terroriste[20] ;
- l'explosion d'une voiture piégée[21] ;
- un détournement d'avion[22] ;
- l'empoisonnement à grande échelle des habitants d'une ville américaine[23] ;
- la perte d'un navire ou d'un sous-marin[24] ;
- un homme qui se fait dévorer par une panthère[25] ;
- un homme qui se fait écraser le corps par un éléphant[26] ;
- la mise en place d'une intrigue mettant en scène :
  - l'arraisonnement d'un navire chargé d'armes[21] ;
  - un ordre difficile à exécuter venu d'un chef d'État[27] ;
  - la perte d'un engin spatial[28] ;
  - le passage à l'Ouest d'un transfuge soviétique[29].

### Développement et fin
Le développement de chaque roman est très souvent émaillé de scènes de violences entrecoupées de scènes sexuelles ou de torture, avec de multiples rebondissements.
La fin de chaque roman donne lieu, très souvent, à une conclusion amère et sans illusions.

### Sort des personnages féminins
Dans de nombreux romans, une femme courageuse qui a grandement aidé Malko est assassinée ou grièvement blessée par ceux qu'il combat. À titre d'exemples : Lili Hua ; Jill ; Carole Ashley ; Phœbe ; Po-yick ; Daphné ; Mary-Linh et Chi-Tu ; Swanee ; Birgitta ; Solweig ; Anjeli et Jane ; Oliveira ; Jennifer ; Fulvia ; Tina ; Androula  ; Ann Grimm ; Leïla Galata  ; Jessica ; Jane Baron et Sopia Sen ; Galina ; Zahra Sirb ; Nada, Tamara et Slavica ; Dorothy ; Ruxandra ; Nilufer, Mimoza et Sergueva ; Larissa et Irina ; Marina  ; Maureen Kieffer; Emilia Nogueira. 

## Personnages récurrents
Si Malko Linge est le héros de la série, il est aidé par plusieurs personnes : son majordome turc Elko Krisantem, ancien tueur à gages, et le duo Chris Jones et Milton Brabeck, ses gardes du corps de la CIA (baby sitters, décrits comme ayant, à eux deux, « la puissance de feu d'un petit porte-avions et l'intelligence d'un canari adulte ») qui interviennent dans un tiers des romans environ.
Malko a comme correspondants, au niveau décisionnel de la CIA, David Wise (directeur de la Division des Plans et Opérations) dans les romans des années 1960 et 1970 ; son interlocuteur, à partir du milieu des années 1990, est Frank Capistrano.
Alexandra Vogel, la compagne de Malko, apparaît parfois dans certains ouvrages (il a même des rapports sexuels avec elle dans l'un d'eux, dans une loge de l'opéra de Vienne partagée avec d'autres spectateurs, pendant une représentation) ou est évoquée lorsque Malko la trompe, le plus souvent sans aucun état d'âme.
Janos Ferenczy, agent secret tchécoslovaque travaillant aussi pour l'URSS, paraît dans Le Dossier Kennedy puis à nouveau dans Magie noire à New-York, où il meurt sous les balles du FBI.
Malko rencontre dans ses aventures des femmes « croqueuses d'hommes » :
- la comtesse Samantha Adler (Amok à Bali, Le Bal de la comtesse Adler, Berlin : Check-point Charlie, Des armes pour Khartoum) ;
- Mandy Brown (Opération Matador, Carnage à Abu Dhabi, Coup d'État au Yémen, Arnaque à Brunei, Les Canons de Bagdad, Au nom d'Allah). Dans le roman Opération Lucifer (SAS no 122, 1996), il est indiqué, au sujet de Malko : « Il songea que s'il avait écouté toutes les somptueuses salopes croisées au cours de ses missions, de Mandy Brown à Exaltation Garcia, il aurait pu constituer un harem » (chapitre 17, p. 223).

## Publication
Dans le numéro 3758 de la Revue des Deux Mondes, paru en juillet-août 2014, ayant pour principal sujet d'étude et de réflexions la série SAS, portant le titre : « G. de Villiers : enquête sur un phénomène français », un article de Robert F. Worth (en), Le romancier qui en savait trop, initialement publié dans The New York Times du 30 janvier 2013, affirme : « Bien que Gérard de Villiers soit pratiquement inconnu aux États-Unis, ses éditeurs estiment que la série SAS s'est vendue à environ 100 millions d'exemplaires dans le monde, ce qui en ferait l'une des séries les plus vendues de l'histoire, comparable aux James Bond de Ian Fleming. SAS remporte sans doute la palme de la longévité des séries de fiction écrites par un seul et même auteur. »
D'après un article paru dans l'édition du 3 janvier 2007 du journal Libération, chaque volume serait tiré à plus de 200 000 exemplaires à sa sortie. Gérard de Villiers publiant cinq ouvrages par an, et tous les stocks étant rapidement épuisés au bout de quelques mois chez les revendeurs agréés, Gérard de Villiers vendrait ainsi plus d'un million d'exemplaires par an uniquement en France.
Les romans, qui ont été publiés par Plon puis par les éditions Gérard de Villiers, paraissent au rythme de quatre par an à partir de 1969 puis cinq par an à compter de 2007 ; ils sont vendus en librairie, notamment dans les gares ou par abonnement. Des recueils thématiques de plusieurs romans sont également disponibles, ainsi qu'une anthologie de passages érotiques.
À plus de 80 ans, Gérard de Villiers continuait à sillonner le monde avant d'écrire chaque épisode de la série. Un voyage s'est notamment déroulé au 2e trimestre 2012 au Mali, en vue de la préparation du tome 195 Panique à Bamako. À l'occasion de la parution de cet ouvrage, Jeune Afrique a mis en ligne une longue interview de Gérard de Villiers (écrite et en vidéo).
Un article de janvier 2013, paru dans The New York Times, revient aussi sur la longue et prolifique carrière de l'auteur et sur l'intérêt que portent les services secrets du monde entier à ses écrits. En effet, certains des événements décrits dans les aventures de Malko se sont étrangement reproduits, parfois presque à l'identique. Ainsi Le Chemin de Damas, tomes 1 et 2 parus en 2012, est considéré comme prophétique. Le quotidien y déclare, entre autres : « [Le roman] décrit une attaque visant un des centres de commandement du régime syrien, près du palais présidentiel à Damas, un mois avant qu'une attaque en tout point semblable ne tue plusieurs cadres du régime, s'enthousiasme l'auteur de l'article. C'était prophétique, m'a confié un spécialiste du Moyen-Orient, fin connaisseur de la Syrie, qui préfère ne pas être nommé. Ce livre vous donne une vision claire de l'ambiance qui règne au sein du régime, de la façon dont les acteurs agissent, d'une façon que je n'avais jamais vue auparavant. »
En octobre 2013 paraît le 200e et dernier opus de la série, l'auteur étant décédé le 31 octobre 2013 et ne souhaitant pas que son héros lui survive.
Depuis le début de la série, le succès était au rendez-vous. On estime qu'entre 120 et 150 millions d'exemplaires de SAS ont été ainsi vendus.
Un colloque à la Sorbonne réunit en 2025 historiens et lecteurs.

### Publication et notoriété des romans de la sérieSASselon son biographe
Dans son essai consacré à la biographie de Gérard de Villiers et aux romans de la série SAS, Benoît Franquebalme indique le succès grandissant des romans parmi le public.
Ainsi dès 1967, les ventes sont de 100 000 exemplaires par tome (soit 400 000 exemplaires par an). Villiers « devient riche » à cette époque, achète un appartement au 44, avenue Foch et acquiert une Rolls-Royce Silver-Cloud.
En mai 1968, « les ventes de SAS chatouillent maintenant les 200 000 exemplaires par tome, obligeant Plon à réquisitionner des imprimeries entières ».
En octobre 1969, « le succès de SAS lui donne une influence grandissante chez Plon, dont il assure 10 % du chiffre d'affaires, à égalité avec le Quid et les mémoires du général de Gaulle. Le SAS no 14, Les Pendus de Bagdad, où il dénonce la dictature baassiste, atteint les 200 000 exemplaires et fâche les autorités locales ».
En 1972, « chaque SAS est désormais tiré à 315 000 exemplaires et les anciens sont constamment réédités. Dans une interview accordée au Journal du dimanche à la rentrée 1972, Gérard de Villiers plastronne : « Tous mes vingt-sept autres romans sont en cours de réimpression. Cette année je compte vendre 350 000 volumes ! » ».
En 1976, les romans sont tirés à 550 000 exemplaires le jour de la parution.
Au total, Gérard de Villiers a vendu, en comptant les versions françaises et en langues étrangères, plus de cent millions de romans.

## Couvertures des livres
Les toutes premières couvertures étaient blanches avec un dessin simple au trait, toujours le même, et un titre écrit en majuscules, très semblables dans leur design à celles des James Bond de la même période. Les quatre premiers titres furent lancés en même temps, accréditant l'idée d'une série destinée à durer. Le dos et le coin inférieur droit de la couverture des premières éditions comportaient une effigie de James Bond, à la base de laquelle s'incrustait le nom de l'éditeur (Plon).
Les couvertures des éditions récentes sont noires et comportent la photographie d'une femme munie d'une arme à feu. Cette photographie est détourée selon la forme des initiales SAS (et pour l'édition allemande avec la seule lettre M - pour Malko). La personne photographiée peut évoquer un personnage du livre, sans être pour autant en relation avec le titre (par exemple sur la couverture des Amazones de Pyongyang est visible l'une des Nord-Coréennes auxquelles fait référence le titre, L'Ange de Montevideo expose une femme qui se déguise en religieuse, La Blonde de Pretoria présente une femme noire et brune).
Certains modèles sont célèbres comme Brigitte Lahaie qui est en couverture de Panique au Zaïre (1978), Mia Frye pour Pirates ! (2009), Sarah Marshall pour Le Piège de Bangkok (2009) et Aria Giovanni La Liste Hariri (2010). Le chat de l'auteur apparaît sur la couverture du Beau Danube rouge (2013).
Plus tard, dans les années 2000, un commentaire succinct écrit de la main de Gérard de Villiers à l'encre dorée apparaît sous la photo.
Parmi les différents photographes ayant collaboré à ces couvertures, on peut citer Helmut Newton, Francis Giacobetti et, plus récemment, Thierry Vasseur et, à partir de 2010, Christophe Mourthé.
Depuis la mort de l'auteur, des rééditions ont été commercialisées avec des photos différentes en provenance de banques d'images.

## Éditions étrangères
En Italie, les traductions sont publiées depuis 1968 par Arnoldo Mondadori Editore dans la collection Segretissimo.
Aux États-Unis, une douzaine de titres a été publiée dans les années 1970 (Pinnacle Books).
En 2014, Vintage Books publie deux romans SAS en américain, The Madmen of Benghazi (Les Fous de Benghazi) et Chaos in Kabul (Sauve-qui-peut à Kaboul), dans une traduction de William Rodarmor. D'autres titres ont suivi.

## Publicité
L'auteur fait assez fréquemment de la publicité pour certaines marques. Au début, il s'agissait uniquement de promouvoir une compagnie aérienne scandinave dont le sigle (SAS) était identique à celui de la série :
Magie noire à New York, 1968, chapitre V, p. 34–35 :

« En dépit du confort du DC-8 des Scandinavian Airlines qui l’avait amené de New York à Copenhague en six heures, il n’avait pas fermé l’œil de la nuit, tournant et retournant son problème dans sa tête. Le copieux petit déjeuner servi par une belle hôtesse blonde ne l’avait pas remis d’aplomb… Dans une chambre de repos mise à la disposition des passagers par les Scandinavian Airlines, il avait pris une douche et s’était rasé. Deux heures plus tard somptueusement enfoncé dans un fauteuil de première d’une Caravelle de la Scandinavian, il décollait pour Vienne. Même le repas gastronomique n’avait pas réussi à lui rendre son allant. C’était pourtant bon de retrouver la viande cuite à l’européenne, du vin vieux - il avait vidé presque entièrement une bouteille de Mouton Rothschild 1955 - et le service impeccable d’un grand palace. »

Après, Malko voyage sur UTA :
Escale à Pago-Pago, 1969, chapitre I, p. 8 :
« La Nouvelle-Calédonie, c'était déjà le bout du monde, mais enfin les confortables DC-8 de l'UTA vous y emmenaient facilement d'Europe ou de Los Angeles. »
Idem, chapitre III, page 21 :
« Vingt-huit heures de jet, même dans les DC-8 confortables de l'UTA, cela secouait un homme. »
Par la suite, une compagnie aérienne française fait voyager Malko.
Voir Malte et mourir, 1979, chapitre II, p. 14 :
« Pour tromper son attente, Malko se plongea dans un dépliant posé sur la table. « Air France Vacances ». Cela lui donna brutalement envie de partir. De s’évader de ce petit bureau et de sa vie pleine de contraintes et de dangers. Il parcourut le document. Aux prix proposés par Air France, il pouvait même emmener Krisantem. 2 000 frs pour les Antilles, 990 frs pour Athènes, 1 100 frs pour Istanbul, tout cela au départ de Paris-Roissy. C’était un moyen élégant de remercier le Turc de ses bons et loyaux services, sans le forcer à prendre un charter à la fiabilité douteuse. Il acheva de lire le dépliant stupéfait. À son retour de Malte, il pourrait aller faire un saut à New York en repassant par Paris, pour 1 900 frs ! Moins de 400 dollars. C’était incroyable de pouvoir s’offrir de tels prix alors que tout augmentait partout. »
Les romans, par le biais du personnage du prince Malko Linge, promeuvent d'abord une marque de champagne, avant de vanter les mérites d'une société française qui vend des équipements aux professionnels de la sécurité. Dans la description d'intérieurs somptueux (villas, appartements), l'auteur fait régulièrement référence à un décorateur ayant pignon sur rue, notamment dans le centre-ville de Cannes (boutique aujourd'hui disparue).

## Adaptations au cinéma et en bandes dessinées
La série a connu deux adaptations au cinéma :
- SAS à San Salvador, réalisé par Raoul Coutard, sorti en 1982,
- SAS : L'Œil de la veuve, réalisé par Andrew V. McLaglen, sorti en 1991.

Certains romans ont, par ailleurs, fait l'objet d'adaptations en bande dessinée :
- d'abord par les éditions Arédit/Artima dans la série Flash espionnage :
  - Samba pour SAS (1973)[77],
  - SAS à Istanbul (1976),
  - Opération apocalypse (Flash espionnage no 80 et no 81, 1977).
- puis par les éditions Glénat[78] :
  - Pacte avec le diable (2006),
  - Le Sabre de Bin Laden (2006),
  - Mission Cuba (2007),
  - Bin Laden, la traque (2007),
  - Polonium 210 (2008),
  - L’Espion du Vatican (2008).